# One Note Samba
Pistes de O amor, o sorriso e a flor
Doralice
One Note Samba (titre original : Samba de uma nota só, adaptation en français : Chanson sur une seule note) est une chanson composée par Antônio Carlos Jobim sur des paroles en portugais de Newton Mendonça. Les paroles en anglais sont composées par Jon Hendricks.

## Production
Le titre de la chanson se réfère à la mélodie principale de la chanson, qui au début consiste en une série de notes identiques sur un rythme de bossa nova et une complexe suite d'accords typiques de ce genre. Les huit premières mesures sont uniquement des notes Ré, suivies de 4 mesures sur la note Sol. Fait suite un refrain qui, par contraste, déploie sur plus d'une octave toutes les notes de la gamme sans qu'une seule soit répétée.
Le premier enregistrement est de João Gilberto en 1960 pour son album O Amor, o Sorriso e a Flor. Cette chanson figure également sur l'album Jazz Samba de Stan Getz et Charlie Byrd, récompensé par un Grammy Award, et qui rencontre un grand succès. Elle est adaptée en français avec un texte de texte d'Eddy Marnay sous le titre Chanson sur une seule note, enregistrée en 1962 par Sacha Distel et Michèle Arnaud et en 1963 par Jean-Claude Pascal et Caterina Valente.

## Reprises notables
- 1960 : João Gilberto - O Amor, o Sorriso e a Flor
- 1962 : Stan Getz et Charlie Byrd - Jazz Samba
- 1962 : Quincy Jones - Big Band Bossa Nova
- 1962 : Caterina Valente - Samba Di Una Nota
- 1963 : Tom Jobim - The Composer of Desafinado, Plays
- 1963 : George Shearing - Shearing Bossa Nova
- 1964 : Nancy Wilson (chanteuse) - Today, Tomorrow, Forever
- 1964 : Modern Jazz Quartet - Collaboration (with Laurindo Almeida)
- 1966 : Sérgio Mendes - Herb Alpert Presents Sergio Mendes & Brasil '66
- 1969 : Duke Ellington - Live and rare
- 1971 : Frank Sinatra - Sinatra and Company
- 1973 : Barbra Streisand - Barbra Streisand... and Other Musical Instruments
- 1974 : Michel Legrand - Twenty Songs of the Century
- 1981 : Ella Fitzgerald - Ella Abraça Jobim
- 1998 : Stereolab - Aluminium Tunes, Switched On Vol. 3
- 2001 : Al Jarreau - Expressions
- 2013 : Stacey Kent - The Changing Lights